# Lapač snů

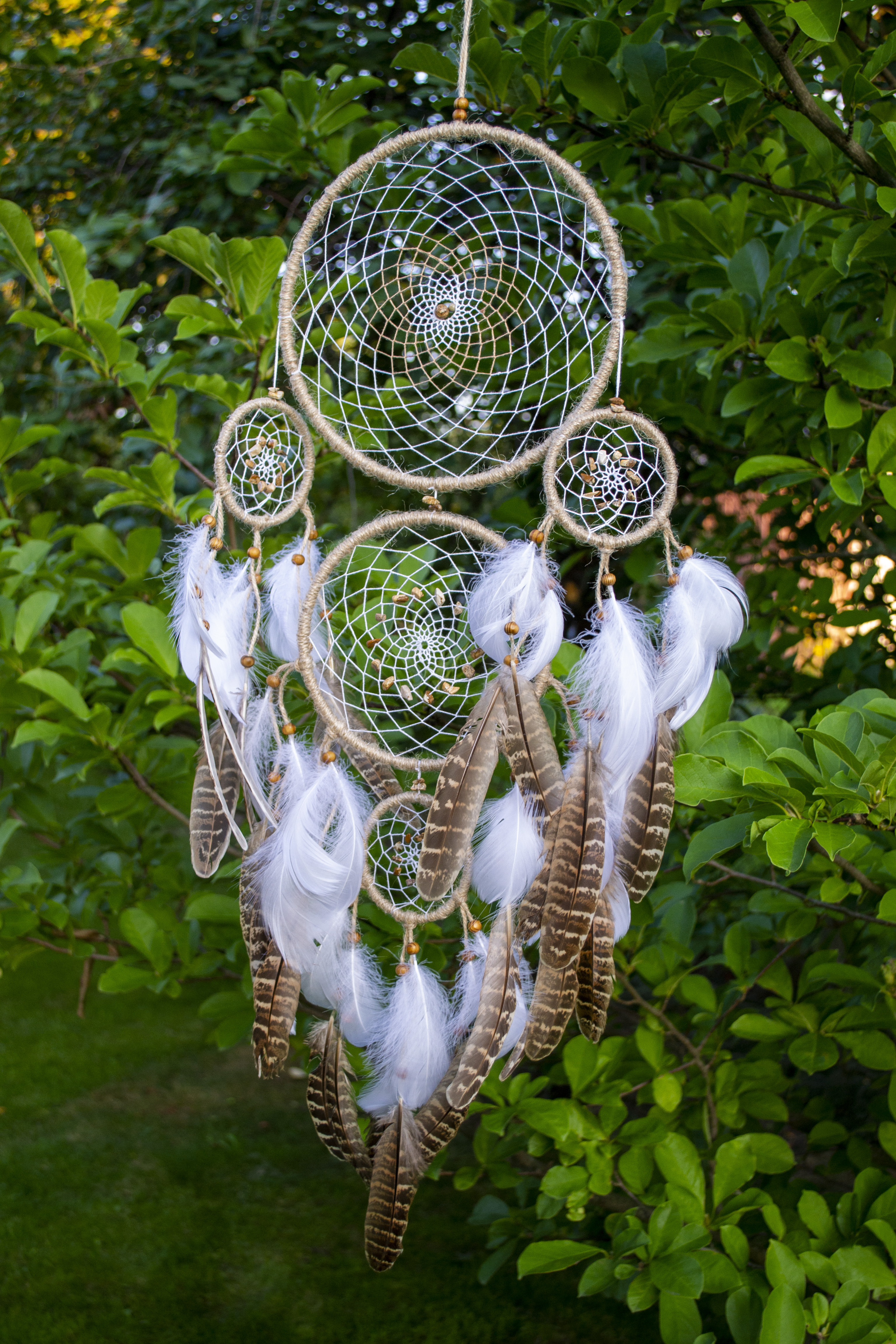
Okrasný lapač snů

Lapač snů je ochranný amulet původně používaný v některých indiánských kulturách v Severní Americe. Základním prvkem je proutěný kruh, do kterého je vpletená síťka, a jako ozdoba může být použito peří, korálky atp. Lapače snů byly v indiánských kmenech věšeny nad postel nebo ke vchodu do domu a měly spící chránit před nočními můrami – síťka měla sloužit jako síto a pustit jen dobré sny a ty špatné zastavit.
Do západní kultury byly lapače převzaty během 60. a 70. let 20. století a staly se oblíbeným suvenýrem v obchodech s indiánskou, popř. jinou tematikou, ačkoliv se dnes vyrábí i mimo Severní Ameriku. Někdy se používají i jen jako amulet pro štěstí.